# Калище (станция)
Кали́ще - железнодорожная станция в черте города Сосновый Бор.
На станции 4 пути, два из которых подходят к пассажирской платформе, один тупиковый. В 1974 году осуществлена электрификация станции постоянным током напряжением 3 кВ в составе участка Ораниенбаум — Калище. У станции находится остановка городских автобусных маршрутов № 5, 6, 83Г до Кингисеппа.

## Движение
Со станции отправляются электропоезда на Санкт-Петербург, 11 пар в сутки. До 1 июня 2009 года со станции отправлялись также пригородные поезда на тепловозной тяге (неформально именовались «летучками») Калище — Усть-Луга и Калище — Веймарн. Калищенская «летучка» по ночам заходила с целью технического осмотра тепловоза (сначала был М62, потом ТЭП70) в Санкт-Петербург. На участке от Ораниенбаума до Санкт-Петербурга имела остановку на станции Новый Петергоф (город Петергоф), на платформе Ленинский Проспект и станции Броневая. Также осуществлялось движение по пригородному маршруту на тепловозной тяге Гатчина — Веймарн — Калище. С 26 мая 2019 года на станцию периодически прибывают экскурсионные поезда под паровозной тягой.

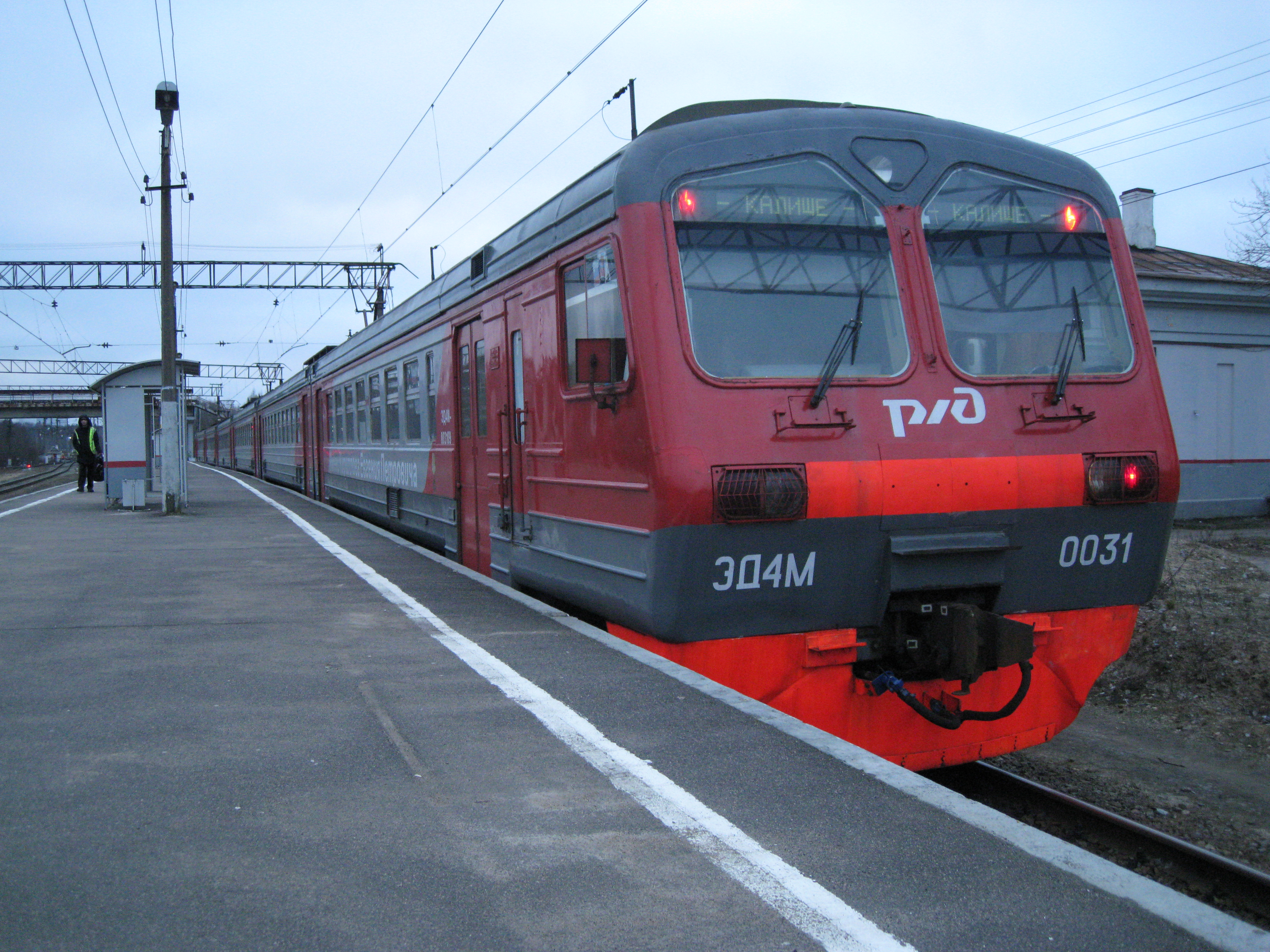
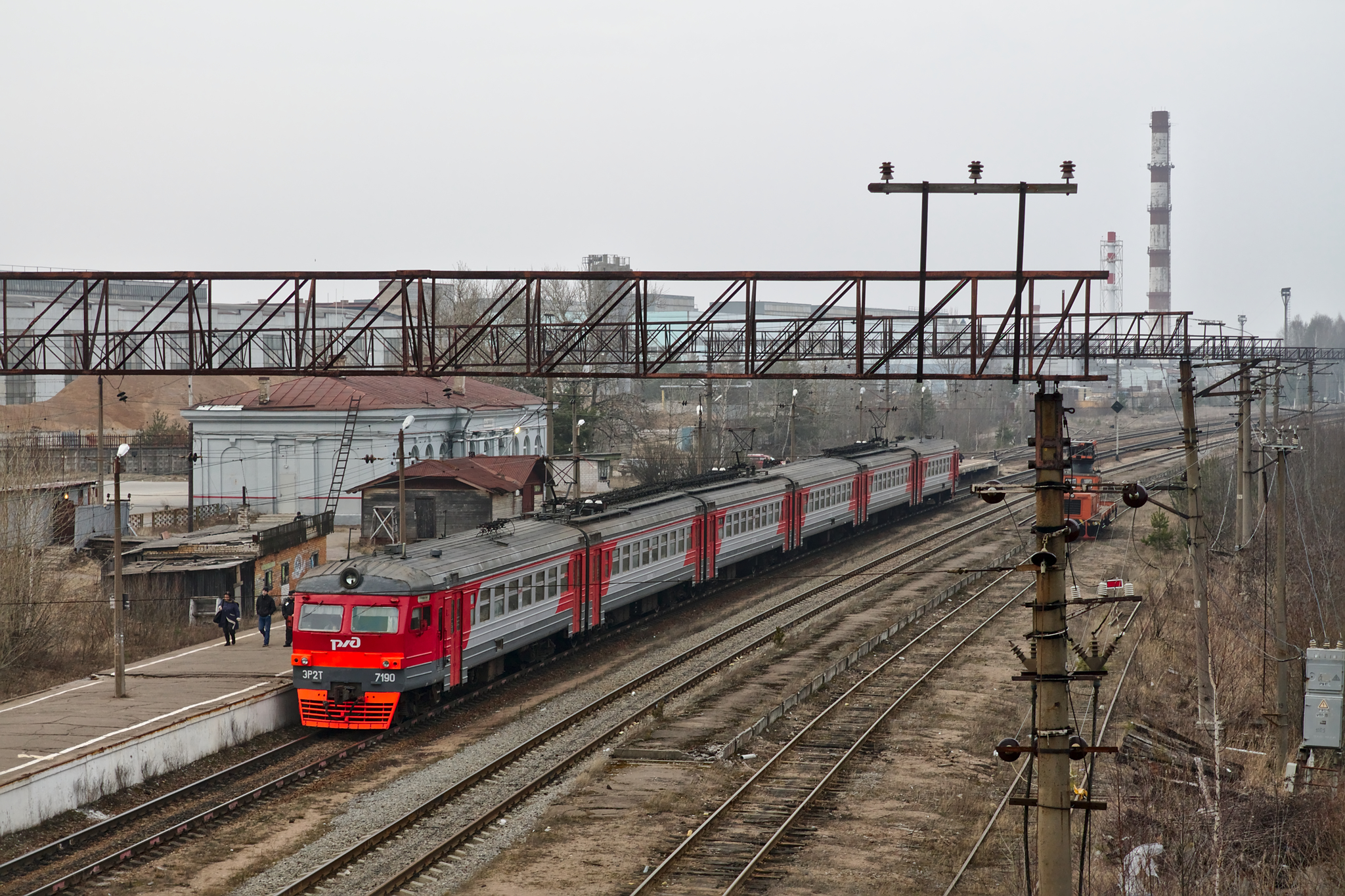
ЭР2Т-7190, станция Калище

## Ветка на Ленинградскую АЭС
В 70-х годах от станции была проложена однопутная неэлектрифицированная 7-километровая ветка к площадке строительства Ленинградской АЭС для доставки на площадку грузов и материалов, а также для обеспечения потребностей других предприятий атомной отрасли, расположенных в том районе. В декабре 2022 года в связи с началом строительства блоков 3 и 4 замещающей Ленинградской АЭС-2 началась модернизация ветки, которая не проводилась более 40 лет. В ходе модернизации намечена замена верхних путей, стрелочных переводов и инженерно-технических сетей. Также предусмотрена модернизация шести ранее нерегулируемых железнодорожных переездов, которые подключат к системам централизации и блокировки, сигнализации, установят светофоры, дорожные и путевые знаки, освещение.